# Jaroslav Čermák
Jaroslav Čermák (Praga, 1º settembre 1830 – Parigi, 23 aprile 1878) è stato un pittore ceco, noto principalmente per i suoi dipinti di storia. Molti dei suoi dipinti si trovano nella collezione della Galleria Nazionale di Praga.

## Biografia
Čermák nacque a Praga. Con il passare degli anni, la sua casa natale a Betlémské náměstí 10 (piazza Betlémské n. 10) è stata abbellita con un'iscrizione dorata recante il cognome dell'artista e con una statua commemorativa raffigurante una ragazza coronata di alloro. Da bambino, Čermák subì un infortunio all'anca e, a causa di complicazioni successive, trascorse parte della sua infanzia a letto. Questo incidente, apparentemente, ispirò i suoi inizi artistici, poiché a letto, privato della possibilità di muoversi, egli cominciò ad interessarsi al disegno. Quella di Čermák era una famiglia di mecenati: sua madre, ad esempio, sosteneva in forma anonima la famosa scrittrice ceca Božena Němcová.
Dal 1847 al 1848, Čermák studiò all'Accademia di Belle Arti di Praga come allievo di Christian Ruben. Čermák desiderava diventare un pittore di storia; e, poiché riteneva che la formazione a Praga sarebbe stata insufficiente, si recò ad Anversa, dove studiò con i pittori belgi Gustave Wappers e Louis Gallait. Nel 1852 si stabilì a Parigi; tuttavia, viaggiò molto in Europa e tornò molte volte in patria. Visitò spesso il Montenegro e nel 1862 combatté al fianco dei "capi dell'Erzegovina" e dei loro soldati nella rivolta dell'Erzegovina (1875–1877). Per il suo coraggio in battaglia fu insignito di una medaglia da Nicola I del Montenegro, di cui era spesso ospite. Una delle strade di Podgorica è dedicata all'artista e porta il suo nome. Nel 1874 Čermák progettò e costruì la propria casa a Parigi.
Čermák era il cognato del principe polacco Jerzy Konstanty Czartoryski (che aveva sposato Marie Čermáková, sorella di Jaroslav). Morì nel 1878 a Parigi. I suoi resti furono trasferiti a Praga nel 1888. È sepolto nel cimitero di Olšany a Praga.

## Stile
Čermák fu influenzato dal lavoro di Peter Paul Rubens. Durante la sua permanenza a Parigi incontrò Eugène Delacroix e Alexandre-Gabriel Decamps ed ebbe occasione di conoscere le loro opere. Molti dei suoi dipinti raffiguravano scene della storia ceca; tuttavia, egli era anche interessato a soggetti provenienti dal Montenegro e dalla Antica Erzegovina, e una delle sue opere più famose è Il Montenegrino Ferito (Raněný Černohorec). Le sue opere mostrano una forte influenza dello stile pittorico del romanticismo. In qualità di importante esponente artistico del revival nazionale ceco, partecipò attivamente agli sforzi di emancipazione dei cechi e di altre piccole nazioni europee. I temi delle sue opere mostrano i segni di una chiara posizione anti-asburgica. Oltre ai dipinti di storia, Čermák ha realizzato anche ritratti e quadri collocabili nell'ambito della cosiddetta pittura di genere.

## Galleria d'immagini

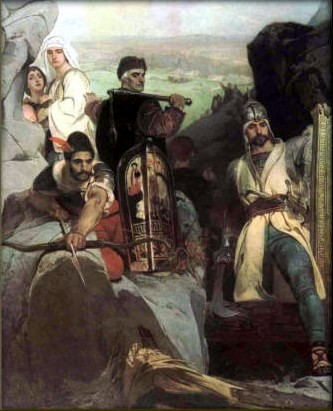
Hussiti che impediscono il passaggio
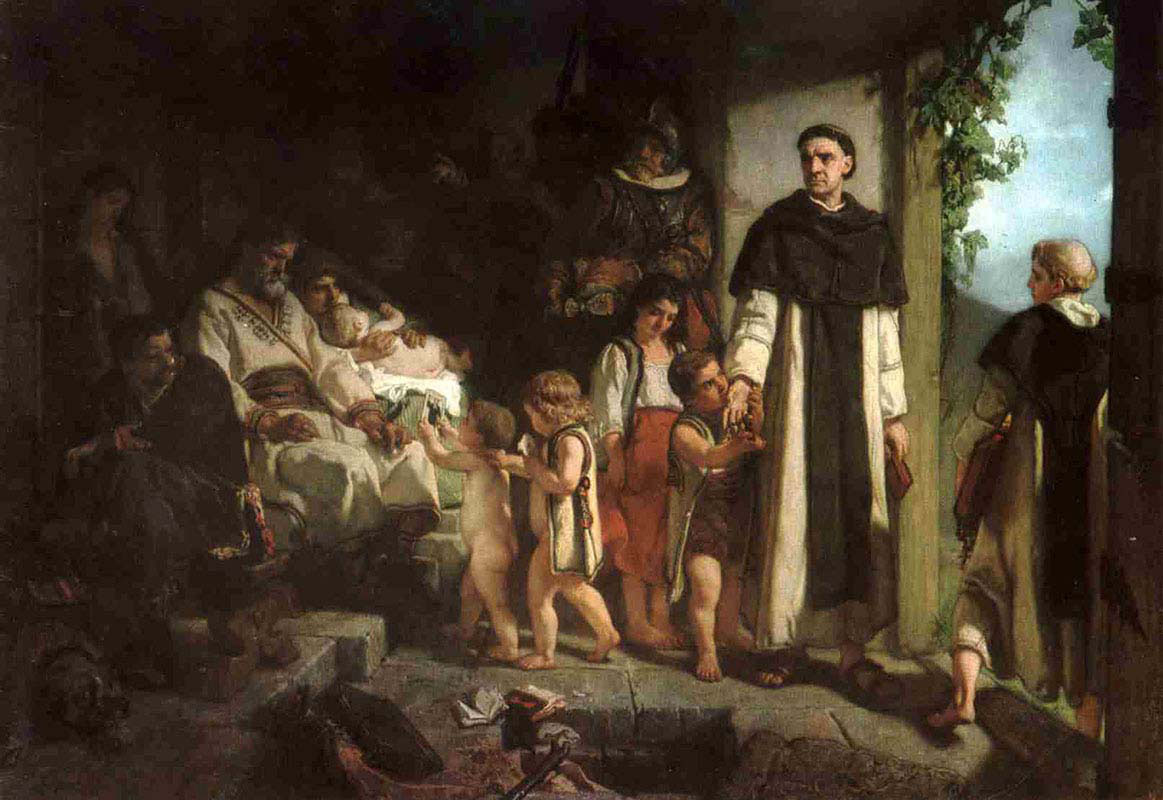
Controriforma (1854)
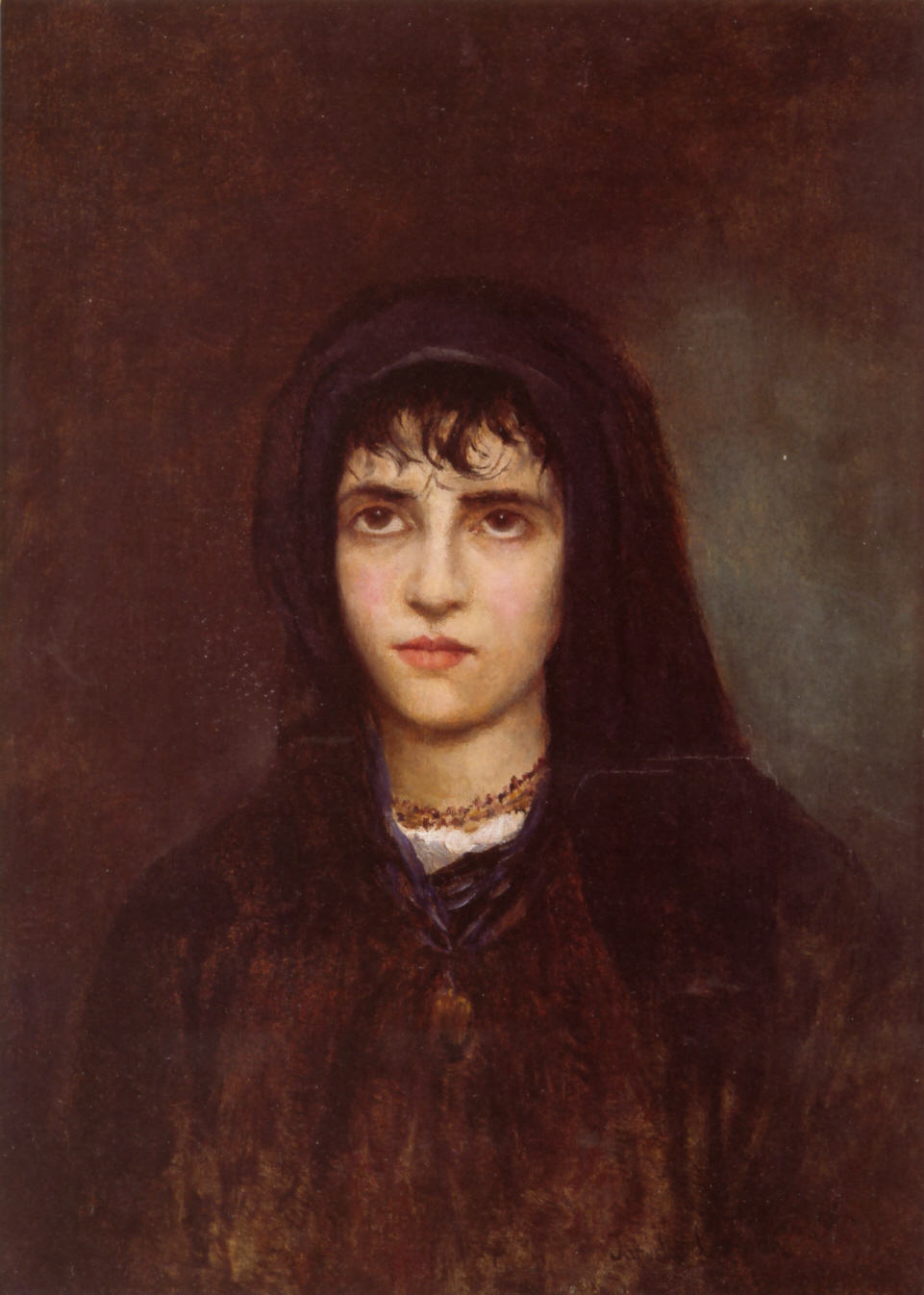
Montenegrina (1865)
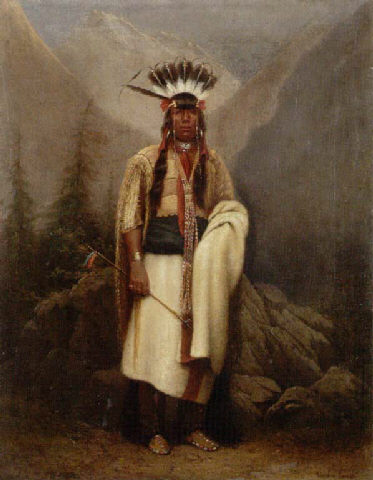
Piede Nero (Indiano)
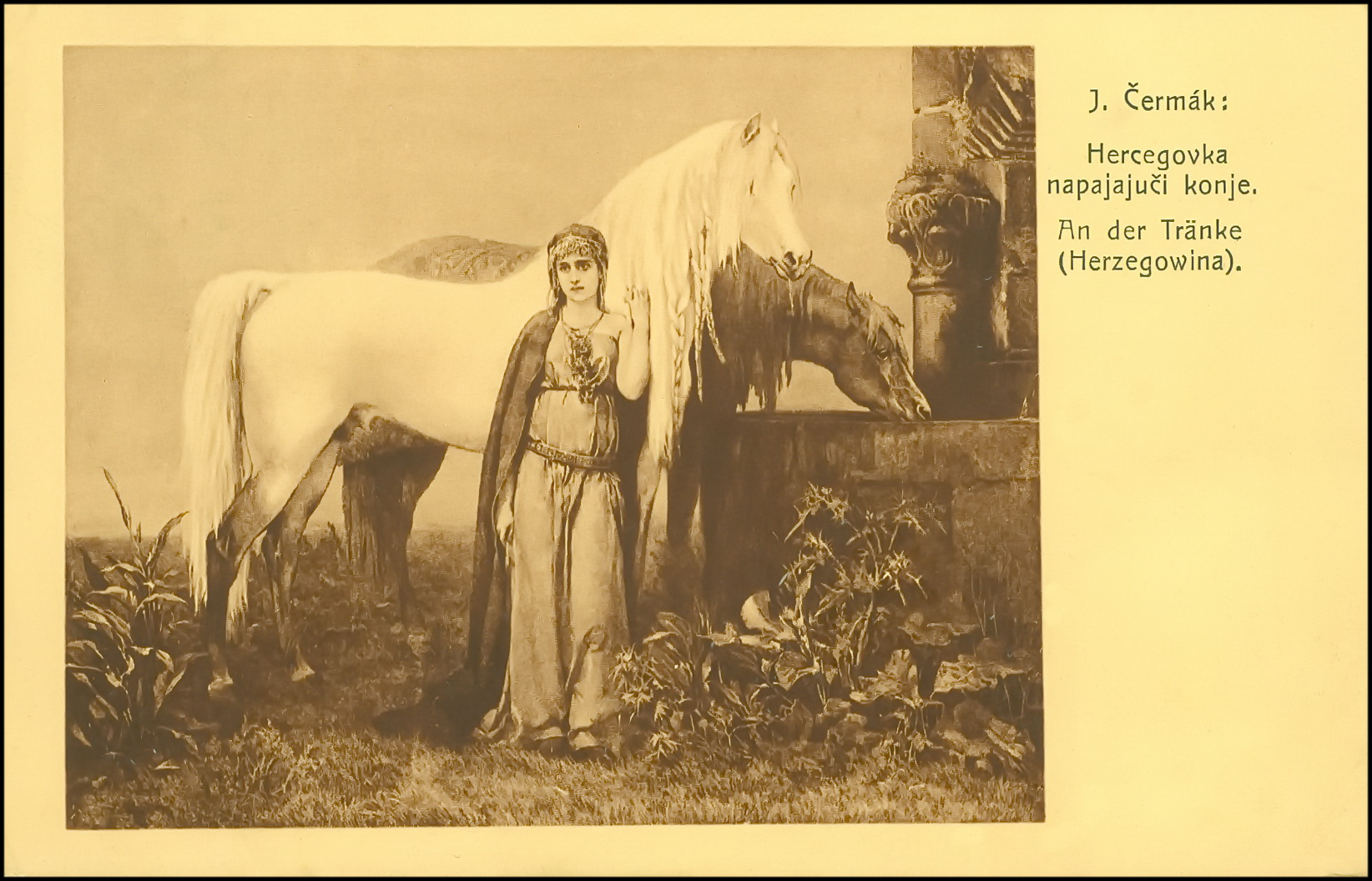
Hercegovka (Erzegòvina).